# Bertolonia valenteana
Bertolonia valenteana är en tvåhjärtbladig växtart som beskrevs av José Fernando Andrade Baumgratz. Bertolonia valenteana ingår i släktet Bertolonia och familjen Melastomataceae. Inga underarter finns listade i Catalogue of Life.